# Liste antiker Ortsnamen und geographischer Bezeichnungen/Xe
| Lateinischer Name | Griechischer Name | Beschreibung | Heute | Quellen und Verweise | Lage |
| ----------------- | ----------------- | ------------ | ----- | -------------------- | ---- |
| Xenagorae Insulae |                   |              |       | Smith;               |      |
| Xenippa           |                   |              |       | Smith;               |      |
| Xerogypsus        |                   |              |       | Smith;               |      |
| Xerxene           |                   |              |       | Smith;               |      |